# 坂本重雄
坂本 重雄（さかもと しげお、1931年8月25日 - 2001年4月29日）は、日本の法学者。専門は、労働法・社会保障法。学位は、法学博士（旧東京都立大学）。静岡大学名誉教授。日本労働法学会代表理事、日本社会保障法学会代表理事等を歴任。大阪府大阪市出身。

## 人物
1951年兵庫県立柏原高等学校卒業。1955年神戸大学法学部卒業。1958年一橋大学大学院法学研究科修士課程修了。吾妻光俊ゼミ出身。
1958年一橋大学法学部助手。1959年東京都立大学法経学部助手。1964年静岡大学文理学部助教授。1965年同人文学部助教授。1973年同人文学部教授。1979年静岡大学評議員（～1983年）。1983年同人文学部長（～1985年）。1993年同大学院法学研究科長。1994年静岡大学人文学部法学科長（～1996年）。1996年静岡大学停年退官。同名誉教授。専修大学法学部教授・同大学院法学研究科教授。2001年4月29日専修大学在職中に逝去。
1967年法学博士「アメリカの団体交渉制度」
この他、静岡地方裁判所民事調停委員（1973年～1978年）、静岡大学学生委員長（1974年）、同教務委員長（1977年）、同就職委員長（1987年、1993年）、同大学入試センター試験室委員長（1992年）、日本労働法学会代表理事（1992年～1994年）、日本社会保障法学会代表理事（1994年～1996年）など歴任。

## 主著
- 『行政・労働と営業の自由』高柳信一, 藤田勇編 東京大学出版会, 1972
- 『しあわせに生きる権利 : 人間としての労働条件と社会保障』籾井常喜と共著 法律文化社, 1973
- 『官公労働基本権の法構造 : 官・民労働の同一化と労使関係法』労働旬報社, 1977
- 『社会保障と人権 : 年金・医療の再編と生存権(現代法選書 ; 20)』勁草書房, 1987
- 『集団的労使関係：現代労働法1　新版』竹下英男, 安枝英訷と共著 有斐閣, 1989
- 『高齢化社会と年金・労災補償』 勁草書房, 1990
- 『個別的労働関係：現代労働法2　第3版』水野勝, 浜田冨士郎, 伊藤博義, 西村健一郎と共著　有斐閣, 1994
- 『高齢者介護の政策課題』山脇貞司と共編 勁草書房, 1996.
- 『社会保障改革 : 高齢社会の年金・医療・介護』勁草書房, 1997